# Aeroportul Harris County
Aeroportul Harris County (IATA: PIM, ICAO: KPIM, FAA LID: PIM) este un aeroport din Georgia, Statele Unite ale Americii ce deservește zona Pine Mountain⁠(d). Aeroportul a fost tranzitat în 2019 de 10 pasageri.
Situat la o altitudine de 275 m, aeroportul dispune de 1 pistă.

## Infrastructură

### Piste
Aeroportul dispune de o singură pistă. Pista 9/27 are suprafața de asfalt și dimensiunile 5.002 picioare × 100 picioare. 